# Dorcus davidis
Dorcus davidis es una especie de coleóptero de la familia Lucanidae.

## Distribución geográfica
Habita en Pekín China.